# Tormod Kark

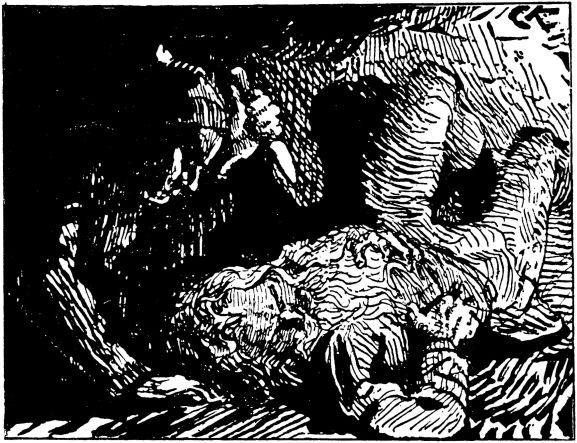
Tormod Kark decapita al jarl Haakon. Ilustración de Christian Krohg (1899).

Tormod Kark (c. 935?-995) es un personaje de la protohistoria escandinava de la saga de Olaf Tryggvason, uno de los libros que componen Heimskringla de Snorri Sturluson. Fue un thrall (esclavo) del jarl de Lade Håkon Sigurdsson. 
Håkon Sigurdsson gobernó Noruega desde 970 hasta 995, apoyado por Harald Blåtand, el rey de Dinamarca. Cuando Håkon renunció al cristianismo y se enfrentó a Harald, el rey danés envió a una flota de jomsvikings y se enfrentaron en la batalla de Hjörungavágr, para asegurarse el triunfo sacrificó a uno de sus hijos, Erling. Fue Tormod quien se encargó de acabar con la vida del muchacho. 
Håkon estaba en disputa con Olaf I y durante un tiempo estuvo escondido como fugitivo en una granja de Melhus en Trøndelag junto a Tormod, más que esclavo también amigo. Tormod había escuchado que el rey Olaf ofrecía una recompensa por la cabeza del jarl Håkon, y una noche tentado por la codicia apuñaló a su amo, le cortó la cabeza y se la llevó al rey Olaf para reclamar su premio. 
Al contrario de lo que esperaba, una muerte a traición y por su propio esclavo no estuvo bien visto, y en lugar de cobrar la recompensa fue decapitado sin contemplaciones. El rey distinguía entre señores y esclavos y se preguntó ¿qué pasaría si todos los esclavos comenzasen a traicionar a sus amos?, un punto importante a tener en cuenta pues Tormod Kark como hombre libre no hubiera tenido problemas y recibido su recompensa.
Las cabezas de ambos se llevaron a Nidarholm (hoy Munkholmen), donde el ejército de Olaf les lanzaron piedras mientras se burlaban de ellos. Luego los cuerpos fueron quemados.